# Conradina
Conradina  é um gênero botânico da família Lamiaceae

## Espécies
| - Conradina brevifolia - Conradina canescens - Conradina etonia - Conradina glabra - Conradina grandiflora | - Conradina montana - Conradina puberula - Conradina verticillata - Conradina Hybriden |

## Nome e referências
Conradina Asa Gray